# Mỹ Cát
Mỹ Cát là một xã thuộc huyện Phù Mỹ, tỉnh Bình Định, Việt Nam.

## Địa lý
Xã Mỹ Cát có diện tích 8,92 km², dân số năm 1999 là 7.013 người, mật độ dân số đạt 786 người/km².

## Hành chính
Xã Mỹ Cát được chia thành 4 thôn: Hội Thuận, Chánh Hội, Trinh Long Khánh, An Mỹ.